# Findus (Unternehmen)

Logo der Marke Findus (Nestlé)

Findus war ein 1945 in Schweden gegründetes Unternehmen für Tiefkühlkost, das 1962 von Nestlé aufgekauft wurde. 
Nach (Namensrechte-)Verkäufen firmieren mehrere Firmen im Tiefkühlkostbereich in Europa unter diesem Namen. Inzwischen gehört die Marke weitgehend zu Nomad Foods.

## Unternehmensgeschichte

### Findus
Die Marke Findus (Frukt Industri) entwickelte sich aus einer kleinen Firma. Im Jahr 1892 übernahm der norwegische Geschäftsmann Johann Throne-Holst die Schokoladenfabrik Freia in Oslo. Die Geschäfte in Norwegen liefen ausgezeichnet, und 1916 kam es zur Gründung der Schokoladenfabrik Marabou in Schweden. Der Name Marabou wurde gewählt, da der Produktname Freia in Schweden bereits geschützt war und nicht verwendet werden durfte, ausserdem war der Marabu auf dem Freia-Logo zu sehen. Der älteste Sohn des Unternehmers, Henning Throne-Holst, und ab 1947 Lars Anderfelt bauten Marabou erfolgreich zur grössten Schokoladenfabrik in Schweden aus.
Der Ausbruch des Zweiten Weltkriegs schränkte die Schokoladenproduktion stark ein. Um wirtschaftlich bestehen zu können, mussten neue Geschäftsfelder erschlossen werden. Marabou erweiterte das Geschäft daher auf die Konservierung von Lebensmitteln und erwarb in der südschwedischen Stadt Bjuv eine Konservenfabrik für Obst und Gemüse. Zusätzlich zum bestehenden Konservenangebot setzte Marabou auf neue Konservierungstechniken. Unter dem Namen Findus wurden erste Versuche gestartet, Obst und Gemüse durch das Verfahren des Schnellgefrierens haltbar zu machen. Im Herbst 1945 boten in Stockholm die ersten Läden tiefgekühlte Lebensmittel der Marke Findus an. Da es in Schweden noch keine moderne Konservenindustrie gab, schloss Findus damit nicht nur eine Lücke, sondern baute einen neuen, bedeutenden Zweig in der schwedischen Wirtschaft auf.
In Schweden konzentrierte man sich bis dahin ausschliesslich auf das Einfrieren von Beeren, Obst und Gemüse. Ein bedeutender Fortschritt war im Jahr 1949 die Einführung von tiefgekühlten Fischfilets ohne Haut und Gräten. Die Produktion wurde ins norwegische Hammerfest verlegt. Freia und Marabou gründeten dort eine Fabrik zur Herstellung von tiefgekühltem Fisch. Um das Abpacken zu rationalisieren, wurde 1953 mit dem dänischen Unternehmen Jalco in Frederikshavn eine Kooperation eingegangen, das für Findus die Fischspezialitäten abpackte. 1961 übernahmen Marabou und Freia dieses Unternehmen. Seitdem wurden in drei Ländern Skandinaviens Findus-Produkte hergestellt. Um die Ausdehnung der Marke Findus in die übrigen europäischen Länder zu fördern, wurde 1959 die Findus International AB gegründet.

### Frisco
Die Schweizer Konservenfirma Bernhard & Co. wurde 1886 an der heutigen Industriestrasse in Rorschach gegründet. 1916 wurde die Conserven-Fabrik Rorschach ihre Nachfolgegesellschaft und vertrieb Konserven unter der Marke «Coro». Nach einem Bundesgerichtsentscheid des ersten Marken-Prozesses zugunsten der HERO Conservenfabrik in Lenzburg musste ab 1926 unter der neuen Marke «Roco» vertrieben werden.
Im Jahre 1942 brachte das Unternehmen als Frisco AG die ersten Tiefkühlprodukte mit einem Sortiment von 18 Gemüsesorten, elf Fruchtsorten und vier weiteren Produkten unter dem Markennamen «Frisco» auf dem Schweizer Markt. 1944 übernahm die Konservenfabrik Rorschach AG alle Aktien der Frisco Kühlobst und Gemüse AG.

### Fusion und neuerliche Teilung des Unternehmens
1958 übernahm die Birds Eye AG den Vertrieb der Findus-Fischprodukte und -Spezialitäten für den Schweizer Markt. Die Findus International AB und die Birds Eye AG wurden 1962 oder 1964 durch die Nestlé Alimentana S.A. übernommen. Nestlé legte beide Firmen zur Tochterfirma Findus AG zusammen. Schon 1953 war unter der Firma Birds Eye AG das «Birds Eye Plätzli» erfunden und in den Schweizer Markt eingeführt worden. Dieses Produkt wurde später unter dem Markennamen Findus zu einem Erfolgsartikel.
Im Laufe der Zeit beschränkte sich Nestlé auf das Geschäft in der Schweiz, in anderen Ländern firmieren heute andere Unternehmen unter dem Namen Findus.

#### Italien

Logo von Findus in Italien (Iglo)

Für den Vertrieb der Marke Findus im italienischen Markt gründete Nestlé 1963 ein Gemeinschaftsunternehmen mit dem britisch-niederländischen Unilever-Konzern; 1985 übernahm Unilever den Nestlé-Anteil komplett.
2010 kaufte Permira das italienische Findus-Geschäft von Unilever.

#### Schweiz
1971 fusionierte die Roco-Tochter Frisco AG mit der Nestlé-Tochter Findus AG mit je 50 Prozent Beteiligung der Roco und der Nestlé. Die neue gemeinsame Firma hiess Frisco-Findus AG. Unter der Marke Findus wurden die ersten Lasagne und Cannelloni eingeführt. Als Nächstes folgten 1976 Spinat und die ersten Kartoffelprodukte. Nachdem Nestlé 1980 die Aktienmehrheit der Roco erworben hatte, fusionierte auch die Roco Conserven AG 1982 zur Frisco-Findus AG. 1991 gingen die Anteile der Frisco-Findus AG komplett an Nestlé.
Der Schweizer Zweig wurde 1999 mit ihren rund 800 Mitarbeitern in den Nestlé-Konzern integriert. Im Jahr 2009 erwirtschaftete sie nunmehr als Geschäftsbereich von Nestlé einen Umsatz von 363 Millionen Schweizer Franken und gehörte damit neben Migros und Coop zu den führenden Unternehmen für Produktion und Vertrieb von Glacé- und Tiefkühlprodukten in der Schweiz.
Das Unternehmen bietet heute im Sortiment tiefgefrorene Produkte wie Apéro und Snacks, Hauptgerichte, Fisch und Fleisch, Kartoffelprodukte, Früchte und Gemüse an.
Im November 2020 wurde bekannt, dass Findus Switzerland von Nestlé und Froneri an Nomad Foods verkauft werden soll.

#### Restliches Europa

Logo von EQT und Geir Frantzen

Im Jahr 1998 kündigte Nestlé an, in Grossbritannien seine Produkte unter dem Namen Crosse & Blackwell zu verkaufen.
Als Nestlé International Findus Findus 1999 in sieben europäischen Ländern an die skandinavische Investorengruppe EQT verkaufte, erübrigte sich der Plan mit der Namensänderung im Vereinigten Königreich. Der britische Teil wurde von EQT 2005 an Geir Frantzen, einen ehemaligen Manager der Findus International AB, veräussert.
Ausserdem wurde das Geschäft in Spanien, Deutschland und Australien ab 2004 beendet.
2006 verkaufte EQT Findus an den Finanzinvestor CapVest und gründete die Holding Foodvest für Findus und Young’s Seafood. Im Jahr 2008 kaufte Lion Capital Foodvest auf und nannte es im Folgejahr in Findus Group um. Die Aktivitäten der Findus Group wurden 2011 dezentralisiert in die drei Regionalbereiche Nordeuropa, Vereinigtes Königreich und Südeuropa. 2012 beteiligte sich als weiterer Investor TriPointe Capital Partners; dessen Mitgründer Dale F. Morrison, früher unter anderem CEO der Campbell Soup Company und von McCain Foods, wurde zum neuen Chairman der Findus Group ernannt.
2015 wurden die Standorte in Frankreich und Skandinavien von Nomad Foods übernommen.

### Pferdefleisch-Skandal 2013
Anfang Februar 2013 wurde bekannt, dass unter anderem Lasagne-Produkte der britischen Findus-Gruppe ohne entsprechende Kennzeichnung mit bis zu 100 Prozent Pferdefleisch hergestellt worden waren. Das Unternehmen rief die Produkte zurück. Die zuständigen Behörden gehen von kriminellen Aktivitäten bei einem Zulieferer des französischen Lieferanten aus. Der französische Zweig des Findus-Konzerns kündigte an, wegen «Betrugs» gegen Unbekannt Anzeige zu erstatten. Das französische Unternehmen Spanghero, das das Fleisch an die ebenfalls französische Firma Comigel lieferte, die es bei ihrer Tochtergesellschaft Tavola in Capellen/Luxemburg verarbeitete und an Findus geliefert hatte, erklärte seinerseits, von einem Zulieferer in Rumänien getäuscht worden zu sein. Auch die schwedische Findus AB rief Lasagne-Fertiggerichte zurück.

## Trivia
Der Kater Findus aus den Kinderbüchern von Sven Nordqvist erhält seinen Namen, weil er in einer Kiste mit dem Aufdruck „Findus grüne Erbsen“ ins Haus gebracht wird. Der alte Pettersson, bei dem er fortan lebt, begrüßt seinen neuen Mitbewohner daher mit den Worten: „Hallo, Findus grüne Erbsen“.